# Melipotis obliquivia
Melipotis obliquivia là một loài bướm đêm trong họ Erebidae.